# Clavulina wisoli
Clavulina wisoli är en svampart som beskrevs av R.H. Petersen 2003. Clavulina wisoli ingår i släktet Clavulina och familjen Clavulinaceae.   Inga underarter finns listade i Catalogue of Life.